# Pavopsammia
Pavopsammia es un género de foraminífero bentónico de la subfamilia Pavonitininae, de la familia Pavonitinidae, de la superfamilia Pavonitinoidea, del suborden Spiroplectamminina y del orden Lituolida. Su especie tipo es Pavopsammia flabellum. Su rango cronoestratigráfico abarca el Oligoceno.

## Discusión
Clasificaciones previas incluían Pavopsammia en el suborden Textulariina del Orden Textulariida, o en el orden Lituolida sin diferenciar el suborden Spiroplectamminina.

## Clasificación
Pavopsammia incluye a las siguientes especies:
- Pavopsammia flabellum †